# Sternotome
Un sternotome est un instrument chirurgical utilisé pour la section du sternum lors d'une sternotomie médiane.
Fonctionnant à l'instar d'un ciseau à bois, le tranchant et le manche sont placés parallèlement, reliés par une hampe, au lieu d'être dans le prolongement l'un de l'autre. Cet instrument possède par ailleurs à la base de la lame une sorte d'ergot protubérant et non aiguisé, servant, en guidant la lame, à éviter toute lésion ou perforation des organes de voisinage. Il présente aussi une petite surface de frappe, plane, en relief sur la hampe, placée du côté opposé au tranchant, quelques centimètres plus haut que celui-ci, destinée à donner les coups nécessaires à la section osseuse.